# Cantieri Navali del Tirreno Riuniti
Les Cantieri Navali del Tirreno Riuniti étaient des chantiers navals italiens, basés à Gênes, opérant dans le secteur de la construction navale, créés en avril 1966, mais dont les origines remontent à 1906. 
Le groupe est né de la fusion de deux entreprises : "Cantieri del Tirreno" avec ses chantiers de Riva Trigoso et de Gênes-Le Grazie, qui emploient respectivement 2 000 et 1 000 personnes, et "Cantieri Navali Riuniti" avec ses chantiers d'Ancône et de Palerme, qui emploient respectivement 3 000 et 5 000 personnes. Les deux sociétés faisaient partie du groupe Piaggio, qui devait être le seul concurrent privé de l'Institut de reconstruction industrielle (IRI ou Istituto per la Ricostruzione Industriale) dans le secteur de la construction navale jusqu'au début des années 1970. L'objectif de la fusion d'entreprises était d'améliorer l'organisation technique et administrative, de réduire les frais généraux et de réaliser des économies dans la division du travail, même si au début des années 50, le groupe avait déjà concentré la conception générale et exécutive des travaux navals et mécaniques de toutes les usines de Gênes.

## Histoire
Créée en 1906 sous le nom de "Cantieri Navali Riuniti", basée à Gênes et transformée par la suite en société anonyme (Société par actions ou Spa), la société représente l'aboutissement d'un processus de concentration mécanique et sidérurgique par l'incorporation des chantiers navals de Palerme, Ancône et Muggiano. La société, contrôlée par l'Acciaierie di Terni (Aciéries de Terni), faisait partie du plan élaboré par Attilio Odero et Giuseppe Orlando, des constructeurs de navires ayant des usines à Gênes et à Livourne et propriétaires de la plus grande entreprise sidérurgique italienne. Ce plan visait à la création d'un cartel de l'acier avec Elba, Siderurgica di Savona et Ligure metallurgica, et à la conclusion d'un accord avec Vickers, une grande entreprise anglaise du secteur de l'armement, pour concurrencer l'axe Ansaldo-Armstrong qui se formait dans les mêmes années.
Au début de 1907, la société a également acquis la gestion de la cale sèche de Messine. Au cours de ses cinq premières années d'existence, les résultats financiers de la société ont été particulièrement négatifs, la production se heurtant à divers obstacles, dont des problèmes récurrents d'approvisionnement en matières premières, la difficulté de trouver une main-d'œuvre qualifiée et quelques catastrophes graves, comme l'incendie qui a endommagé en 1907 deux paquebots transatlantiques en construction à Muggiano et le tremblement de terre de Messine de décembre 1908, qui a dévasté la cale sèche locale. Les causes de la crise dans laquelle l'entreprise a été plongée sont principalement dues aux choix stratégiques de Terni, qui avait réservé les importantes commandes de l'État aux chantiers navals d'Odero et d'Orlando, tandis que le "Cantieri Navali Riuniti" (CNR) avait pour tâche d'attirer la demande privée, si bien qu'entre 1906 et 1911, l'entreprise génoise a été contrainte de réduire des trois cinquièmes le nombre de ses employés et a vu la valeur de ses usines diminuer de moitié.
En 1912, la propriété des "Cantieri Navali Riuniti" est passée à la famille Piaggio, qui en détenait une part importante depuis 1909. Tous les fils d'Erasmo ont été cooptés dans les activités du groupe : Carlo, Amedeo, Giuseppe et Rocco. L'opération a été menée par la Banca Commerciale Italiana qui, par l'intermédiaire de Giuseppe Toeplitz, avait ratissé les parts du CNR sur le marché de Turin et les avait remises à la famille génoise.
Erasmo Piaggio prit immédiatement des mesures pour rationaliser l'entreprise, en ne renouvelant pas la concession du quai de Messine et en vendant le chantier naval de Muggiano en 1913, qui fut repris par le chantier naval adjacent FIAT-San Giorgio qui avait été implanté en 1905.
À la veille de la Première Guerre mondiale, le groupe Piaggio, qui s'était établi à l'époque giolittienne, étend ses activités à divers secteurs, dont le sucre, l'acier, les industries électriques et chimiques, mais surtout la construction navale et l'armement. En 1889, à l'initiative du sénateur Erasmo Piaggio, alors directeur du Banco di San Giorgio, la "Società Esercizio Bacini" est créée pour gérer les cales sèches du port de Gênes et l'"Officine Meccaniche di Genova-Le Grazie", qui devient opérationnel entre 1892 et 1893. Erasmo Piaggio était également directeur général de la société Navigazione Generale Italiana, fondée en 1881, qui prenait pied dans le commerce international et, afin d'absorber la plupart des commandes de la grande compagnie maritime, elle a créé en 1898 un chantier naval à Riva Trigoso, près de Sestri Levante, construit par la "Società Esercizio Bacini".
En 1925, à l'initiative d'Amedeo et de Carlo Piaggio, en accord avec l'amiral Umberto Cagni, alors président du consortium qui gérait les cales sèches de Gênes et le chantier naval Riva Trigoso, la gestion du chantier naval Riva Trigoso et des ateliers d'usinage de Gênes a été séparée du service des cales, qui a été confié à la nouvelle "Ente Bacini di Genova". À la suite de cette restructuration, le chantier naval Riva Trigoso et les ateliers d'usinage de Gênes-Le Grazie ont formé la société "Cantieri del Tirreno" avec l'usine de Gênes, qui servait à la réparation et à l'armement des navires, liée au chantier naval Riva Trigoso,
Dans les chantiers navals des deux groupes, au cours des années 1930 et au début des années 1940, de nombreux navires ont été construits pour la Regia Marina. Pour n'en citer que quelques-uns, tels que les destroyers Carabiniere et Bersagliere construits respectivement à Riva Trigoso et Palerme, les torpilleurs Orione et Orsa construits à Palerme, le croiseur léger Pompeo Magno construit à Ancône et le cuirassé Giulio Cesare dont les travaux de reconstruction ont été effectués dans le chantier naval de Gênes.
Fortement endommagées pendant la Seconde Guerre mondiale, les usines Piaggio ont été reconstruites et agrandies immédiatement après la guerre, avec des cales de halage plus longues et plus de grues, pour répondre à la demande de navires toujours plus grands et pour pouvoir adopter des techniques de préfabrication. Le chantier naval Riva Trigoso a reçu de nombreuses commandes de la Marina Militare (marine militaire italienne) et entre les années 1950 et 1960, plusieurs navires militaires y ont été construits, dont deux des quatre corvettes de la classe De Cristofaro, les deux frégates de la classe Alpino, les destroyers Impetuoso et Impavido et le croiseur lance-missiles Andrea Doria.
Les chantiers navals du groupe avaient également mis l'accent sur la diversification (turbines, moteurs diesel, compresseurs, machines pour les industries sucrière et pétrolière et commandes ferroviaires) et sur les réparations et conversions navales, qui ont été confiées aux centres de production de Gênes, où ont été réalisés les travaux de transformation du croiseur léger Pompeo Magno en destroyer San Giorgio, et surtout à Palerme qui, grâce à sa position géographique favorable, était devenu l'un des principaux chantiers de réparation navale de la Méditerranée, un secteur sur lequel la demande était en augmentation, mais avec les insinuations d'une forte concurrence internationale, et c'est pour cette raison que les docks flottants, qui étaient dirigés par la filiale Bacini Siciliani, avaient été renforcés.
En 1956, la direction du groupe a été affaiblie par la mort de Rocco Piaggio, qui, de plus, dans son testament, avait légué l'ensemble de ses biens, y compris les chantiers navals, à deux fondations caritatives sans but lucratif portant le nom de ses frères et de son épouse.
Malgré la fusion des deux sociétés du groupe en 1966, à la fin des années 60, le groupe Piaggio, tout comme l'industrie navale publique, a été touché par la hausse des coûts dans les domaines du coût de la main-d'œuvre, du coût de l'argent et du coût des matériaux, ce qui lui a fait subir d'énormes pertes en raison des commandes à prix bloqués qu'il avait prises auparavant. D'autres raisons de la crise étaient le manque d'investissements et d'interventions dans l'ingénierie de l'usine et un conflit exaspéré entre la direction et les travailleurs, surtout dans le chantier de Palerme ; tout cela a conduit, à l'invitation du gouvernement, à l'intervention de l'IRI qui, en reprenant le groupe, a obtenu du Ministère des Participations de l'État (Ministero delle partecipazioni statali), pour faire face aux nouveaux engagements, une augmentation du fonds de dotation de 680 milliards de lires et, pour ne pas être accablée par les dettes du groupe, a demandé la liquidation spéciale, qui a été établie par le décret ministériel du 19 août 1970. Avec la conclusion du processus de liquidation spécial en août 1973, la société "Cantieri Navali del Tirreno e Riuniti" est passée sous le contrôle de l'Istituto per la ricostruzione industriale (IRI).
En 1981, l'entreprise a repris le chantier naval de Muggiano, qui faisait partie du Département des constructions militaires, ainsi que le chantier naval de Riva Trigoso, avec laquelle elle a maintenu et développé d'autres phases d'intégration productive.
En 1984, les "Cantieri Navali del Tirreno e Riuniti", dont le siège est à Gênes et les chantiers navals de Riva Trigoso, Muggiano, Palerme et Ancône, ont à leur tour été incorporés à Fincantieri, qui, en tant que holding financière des entreprises publiques, a repris directement les activités opérationnelles des sociétés qu'elle contrôlait auparavant.

## Source de la traduction
- (it) Cet article est partiellement ou en totalité issu de l’article de Wikipédia en italien intitulé « Cantieri Navali del Tirreno Riuniti » (voir la liste des auteurs).